# Jay Bell (cầu thủ bóng đá)
James "Jay" Bell (sinh ngày 24 tháng 11 năm 1989) là một cầu thủ bóng đá người Anh từng thi đấu cho Marine. Trước đó anh thi đấu cho Accrington Stanley trong 3 năm mà có màn ra mắt tại Football League ngày 26 tháng 4 năm 2008 trong thắng lợi 3–1 trước Wrexham. Vào tháng 8 năm 2009, anh gia nhập đội bóng tại Welsh Premier League Bala Town, có 3 lần ra sân trước khi chuyển đến Marine.